# Antisynthetase-Syndrom
Das Antisynthetase-Syndrom (AS-Syndrom, veraltet auch Anti-Jo-1-Syndrom) ist eine seltene Autoimmunerkrankung und gehört zu den idiopathischen entzündlichen Myopathien. Ursächlich für die Erkrankung ist das Auftreten von Autoantikörpern gegen verschiedene Aminoacyl-tRNA-Synthetasen. Je nach Unterform der Erkrankung können Symptome einer Myositis (schmerzhafte Lähmungen), einer Arthritis und/oder insbesondere einer Interstitiellen Lungenerkrankung auftreten. Fieber, Hautveränderungen („Mechanikerhände“ mit übermäßiger Verhornung) sowie das Erblassen von Fingern oder Zehen im Rahmen eines Raynaud-Syndroms sind ebenso mögliche Symptome der Erkrankungen.

## Verbreitung
Die Häufigkeit wird mit 1 bis 9/100.000 angegeben. Das mittlere Alter bei Krankheitsbeginn liegt um das 5. Lebensjahrzehnt, Frauen sind 2 bis 3 mal häufiger betroffen.
Etwa ein Viertel der Patienten mit Idiopathischer entzündlicher Myopathie weisen ein Antisynthetase-Syndrom auf.

## Ursache
Beim Antisynthetase-Syndrom handelt es sich um eine Autoimmunerkrankung, die durch das Auftreten von Autoantikörpern gegen verschiedene Aminoacyl-tRNA-Synthetasen charakterisiert ist. Wie es zu dieser fehlgeleiteten Immunantwort insbesondere gegen Endothelzellen, Muskelzellen und Lungengewebe kommt, ist unklar.
| Autoantikörper | Ziel-Antigen                 |
| -------------- | ---------------------------- |
| Anti-Jo1       | Histidyl-tRNA-Synthetase     |
| Anti-PL-7      | Threonyl-tRNA-Synthetase     |
| Anti-OJ        | Isoleucyl-tRNA-Synthetase    |
| Anti-KS        | Asparaginyl-tRNA-Synthetase  |
| ANti-PL-12     | Alanyl-tRNA-Synthetase       |
| Anti-Ha/YRS    | Tyrosyl-tRNA-Synthetase      |
| Anti-Zo        | Phenylalanyl-tRNA-Synthetase |
| Anti-EJ        | Glycyl-tRNA-Synthetase       |

## Klinische Erscheinungen
Klinische Kriterien sind:
- Krankheitsbeginn in jedem Alter möglich, meist jedoch im Erwachsenenalter und bei älteren Erwachsenen
- Leitsymptome sind Myositis, Arthralgie und Interstitielle Lungenerkrankung (ILD)
- in 40 bis 60 % Kurzatmigkeit, Husten als Anfangssymptome, Verschlechterung bis zur Ateminsuffizienz
- bei 20 bis 70 % anfänglich Muskelschwäche, Myalgie und Steifigkeit bis zu klinisch eindeutiger Myositis
- seltener anfänglich mildes Raynaud-Syndrom

## Diagnose
Die Diagnose ergibt sich aus den klinischen Befunden und wird durch den Nachweis von Anti-ARS-Antikörpern bestätigt. Es sind derzeit acht Antisynthetase-Antikörper (s. o.) bekannt, der Anti-Jo1-Antikörper ist der bei Weitem häufigste (etwa 20 %).
Häufig ist auch die Creatin-Kinase im Blutserum deutlich erhöht.
In der hochauflösenden Computertomografie (HRCT) können die Lungenveränderungen dokumentiert werden, in 70 % liegt eine unspezifische interstitielle Pneumonie, in 20 % eine solide Pneumonie vor.

## Differentialdiagnostik
Abzugrenzen sind:
- Allergische oder interstitielle Pneumonie
- Idiopathische Interstitielle Lungenerkrankung
- Idiopathische Lungenfibrose
- Idiopathische Myositis
- Polymyositis
- Rheumatoide Arthritis
- Sklerodermie

## Therapie
Die Behandlung besteht symptomatisch in der Gaben von Corticosteroiden und Immunsuppressiva.

## Aussichten
Für die Prognose ist die Interstitielle Lungenerkrankung entscheidend.

## Geschichte
Die Erstbeschreibung stammt aus dem Jahre 1980 durch Masahiko Nishikai und Morris Reichlin bei Patienten mit Myositis, das Zusammentreffen mit Interstitieller Lungenerkrankung wurde im Jahre 1984 beschrieben. Die Abgrenzung als eigenständiges Krankheitsbild „Antisynthetase-Syndrom“ erfolgte im Jahre 1990 durch C. Marguerie und Mitarbeiter.